# Abd al-Rahman V ibn Hisham
‘Abd al-Rahman ibn Hisham (in arabo عبد الرحمن الخامس‎?; Cordova, ottobre 1001 – Cordova, 17 gennaio 1024) è stato il settimo califfo omayyade del Califfato di Cordova dal 1023 al 1024.

## Origine
Figlio di Hisham ibn Abd al-Jabbar e di una concubina, di nome Ghaya, come riporta la Histoire des Almohades / d'Abd el- Wâh'id Merrâkechi.

Hisham ibn Abd al-Jabbar era figlio di Abd al-Jabbar, a sua volta figlio dell'emiro omayyade ʿAbd al-Raḥmān III ibn Muḥammad, primo califfo omayyade del Califfato di Cordova, come confermano sia la Real Academia de la Historia, che La web de las biografias.

## Biografia
Abd al-Rahman, fratellastro di un precedente califfo, Muhammad II ibn Hisham fu eletto califfo il 2 dicembre del 1023 dopo che la popolazione di Cordova aveva cacciato il califfo della dinastia hammudide al-Qāsim al-Ma’mūn, per sostituirlo con la legittima dinastia omayyade.

‘Abd al-Rahman V adottò il titolo (laqab) di al-Mustazhir bi-llah (colui che implora l'aiuto di Dio), ma regnò per meno di due mesi; il 17 gennaio del 1024 fu assassinato, nel corso di un ammutinamento, che era stato organizzato da suo cugino Muḥammad III ibn ʿAbd al-Raḥmān, che, come riporta la History Of The Mohammedan Dynasties In Spain Vol II, gli ammutinati avevano proclamato nuovo califfo..

Di Abd al-Rahman V non si conosce alcuna discendenza.

### Fonti primarie
- (FR)  Histoire des Almohades / d'Abd el- Wâh'id Merrâkechi
- (EN)  The History Of The Mohammedan Dynasties In Spain Vol II
- (EN)  Muslim Spain and Portugal: A Political History of al-Andalus

### Letteratura storiografica
- Rafael Altamira, "Il califfato occidentale", in: «Storia del mondo medievale», Cambridge History of Middle Age, vol. II, 1999, pp. 477–515.